# Джміль червонуватий
Джміль червонува́тий (Bombus ruderatus) — перетинчастокрила комаха родини Бджолиних.

## Назва

### Видовий епітет
Видовий епітет лат. ruderatus перекладається як укр. руїнний або укр. сміттєвий та вказує на рудеральне оселище цього виду.

## Опис
Довжина тіла маток — 20-22 мм, самців — 18-20 мм. Довжина щік майже в 2 рази більша за ширину мандибул у місці їх прикріплення. Ширина перев'язки із чорних волосків між крилами трохи більша за ширину перев'язки з жовтих волосків на передній частині спинки.

## Особливості біології
Соціальний вид. Самиці запліднюються самцями восени, після чого зимують під землею в норах мишоподібних гризунів або під мохом чи листям, а навесні кожна молода матка самостійно будує гніздо на поверхні землі або в норах гризунів. Літає з квітня до жовтня. В одному гнізді вирощується до 100 робочих особин та приблизно така ж кількість репродуктивних особин — самців і майбутніх маток, статевої зрілості матки досягають навесні наступного року; матки живуть 1 рік, а робочі особини від 1 до 3 місяців.

## Поширення
Ареал цього виду охоплює територію Давнього Середземномор'я на схід до Малої Азії.
На території України вид трапляється у західних, північних та центральних районах. За останнє десятиріччя зареєстрований у Харківській, Донецькій областях та в Криму. Нещодавно також підтверджено його знахідку на західному Поділлі та Закарпатті (за даними І. Б. Коновалової, 2005, 2007).

## Значення
Джміль червонуватий — запилювач квіткових рослин, в тому числі сільськогосподарських, таких як огірки, гарбузи та інші баштанні культури.

## Загрози та охорона
Основними факторами, що призводять до зниження чисельності, є значне скорочення місць, придатних для гніздування та збору корму, знищення гнізд цього виду під час оранки полів, луків або скошування рослин та загибель дорослих особин при обробках полів пестицидами.
Охороняється в Українському степовому, Опуцькому, Карадазькому природних заповідниках та у природному заповіднику «Медобори». Необхідно створити заказники та нові заповідники в інших осередках мешкання виду.